# Шубар (Акмолинская область)
Шубар (каз. Шұбар) — село в Целиноградском районе Акмолинской области Казахстана. Входит в состав Кызылсуатского сельского округа. Код КАТО — 116645800.

## География
Село расположено в восточной части района, на расстоянии примерно 48 километров (по прямой) к востоку от административного центра района — села Акмол, в 19 километрах к северу от административного центра сельского округа — села Кызылсуат.
Абсолютная высота — 391 метров над уровнем моря.
Климат холодно-умеренный, с хорошей влажностью. Среднегодовая температура воздуха отрицательная и составляет около −3,8°C. Среднемесячная температура воздуха в июле достигает +20,1°C. Среднемесячная температура января составляет около −14,8°C. Среднегодовое количество осадков составляет около 390 мм. Основная часть осадков выпадает в период с мая по август.
Ближайшие населённые пункты: село Аккайын — на востоке, село Коянды — на севере, город Астана — на западе.
Южнее села проходит автодорога областного значения — КС-31 «Восточный обход города Астана — станция Сарыоба»

## Население
В 1989 году население села составляло 402 человек (из них немцы — 34 %, русские — 29 %).

В 1999 году население села составляло 376 человек (188 мужчин и 188 женщин). По данным переписи 2009 года, в селе проживало 497 человек (254 мужчины и 243 женщины).
| Численность населения | Численность населения | Численность населения |
| 1989                  | 1999                  | 2009                  |
| --------------------- | --------------------- | --------------------- |
| 402                   | ↘376                  | ↗497                  |

## Инфраструктура[7]
- Средняя школа № 37
- Детский сад «Ажар»
- Фельдшерский акушерский пунт
- 1 блок-модуль